# كازيمير كوتلينسكي
كازيمير كوتلينسكي مواليد 12 أبريل 1974، هو لاعب كرة يد بيلاروسي يلعب كحارس مرمى. مثل منتخب بيلاروسيا لكرة اليد.

## سجل المنافسة
شارك في البطولات التالية:
- بطولة أوروبا لكرة اليد للرجال 2014